# Antoni Fogué i Moya
Antoni Fogué i Moya (Santa Coloma de Gramenet, 1955) és un polític català del PSC, president de la Diputació de Barcelona entre 2008 i 2011.
Es llicenciat en Ciències Biològiques. És professor de l'Escola Universitària d'Infermeria i Fisioteràpia Gimbernat. Està casat amb Manuela de Madre, que va ser alcaldessa de Santa Coloma de Gramenet.
Va ser regidor de l'Ajuntament de Santa Coloma de Gramenet des de 1987 a 2015, exercint des de 1991 com a tinent d'alcalde. També va ser diputat provincial de la Diputació de Barcelona durant el mateix període. En aquesta institució va ser president delegat de les àrees de Medi Ambient (1999-2003), Cultura (2003-2004), Coordinació i Govern Local (2004-2008). Entre 2008 i 2011 va ser president de la Diputació, en substitució de Celestino Corbacho.
Dintre de l'organització del PSC, el 2014 va ser nomenat secretari de Política Municipal del partit, a tocar de les eleccions municipals. L'any 2015 va abandonar l'activitat política, i va entrar a treballar temporalment a la Diputació fins a 2017, donant suport al departament de gerència.
D'altra banda, ha estat president de la Comissió de Diputacions Provincials, Cabildos i Consells Insulars de la Federació Espanyola de Municipis i Províncies (FEMP), vicepresident de la Confederació Europea de Poders Locals Intermedis (CEPLI) i vicepresident de la Fundació Palau. A més, també ha estat membre de la Junta de Govern del Consorci del Gran Teatre del Liceu i del Consell General del Consorci del CCCB.